# Championnat d'Azerbaïdjan de football 1995-1996
Navigation
Saison précédente Saison suivante
La saison 1995-1996 du Championnat d'Azerbaïdjan de football était la 4e édition de la première division en Azerbaïdjan. Appelée Top League, elle regroupe 11 clubs azéris regroupés en une poule unique où les équipes s'affrontent deux fois, à domicile et à l'extérieur. À la fin de cette première phase, les 6 premiers disputent la poule pour le titre, les autres jouent la poule de relégation, dont les 2 derniers sont automatiquement relégués en deuxième division.

Au terme des deux phases du championnat, c'est le FK Neftchi Bakou qui remporte le titre en terminant en tête de la poule pour le titre, avec 3 points sur le Khazri Buzovna et 4 sur le Kapaz Gandja, le tenant du titre. C'est le 2e titre de champion d'Azerbaïdjan de son histoire. Le Neftchi Bakou réalise même le doublé Coupe-championnat en battant 3-0 le FK Qarabağ Ağdam en finale de la Coupe d'Azerbaïdjan.

Avant le démarrage de la saison, le Pambygchi Barda ne participe pas à la compétition et doit déclarer forfait. Le championnat se déroule donc avec 11 clubs au lieu de 12.

## Les 11 clubs participants
| - FK Neftchi Bakou - Kur Mingechaur - Vilyash Masall - PFK Turan Tovuz - Nidzhat Mashtagi - Kapaz Gandja | - FK Qarabag Agdam - Khazri Buzovna - Pambygchi Neftechala - FK Shamkir - Promu de D2 - MOIK Bakou - Promu de D2 |

## Compétition
Le barème de points servant à établir le classement se décompose ainsi :
- Victoire : 2 points
- Match nul : 1 point
- Défaite : 0 point

### Première phase
| Rang | Équipe              | Pts | J  | G  | N | P  | Bp | Bc | Diff |
| ---- | ------------------- | --- | -- | -- | - | -- | -- | -- | ---- |
| 1    | Khazri Buzovna      | 47  | 20 | 14 | 5 | 1  | 31 | 7  | +24  |
| 2    | Kapaz Gandja T      | 43  | 20 | 13 | 4 | 3  | 74 | 20 | +54  |
| 3    | PFK Turan Tovuz     | 41  | 20 | 13 | 2 | 5  | 41 | 24 | +17  |
| 4    | FK Qarabag Agdam    | 40  | 20 | 12 | 4 | 4  | 38 | 15 | +23  |
| 5    | FK Neftchi Bakou    | 39  | 20 | 11 | 6 | 3  | 42 | 17 | +25  |
| 6    | Kur Nur Mingechaur  | 25  | 20 | 7  | 4 | 9  | 35 | 41 | -6   |
| 7    | Nidzhat Mashtagi    | 21  | 20 | 6  | 3 | 11 | 20 | 35 | -15  |
| 8    | Vilyash Masally     | 19  | 20 | 6  | 1 | 13 | 22 | 46 | -24  |
| 9    | MOIK Bakou P        | 16  | 20 | 5  | 1 | 14 | 16 | 43 | -27  |
| 10   | FK Shamkir P        | 13  | 20 | 3  | 4 | 13 | 15 | 39 | -24  |
| 11   | Pambygchi Neftchala | 8   | 20 | 2  | 2 | 16 | 16 | 63 | -47  |

|  | Qualification pour la poule pour le titre |
|  | Participation à la poule de relégation    |

### Seconde phase
Les clubs ne conservent que les résultats acquis face aux équipes de leur poule de seconde phase.

#### Poule pour le titre
| Rang | Équipe             | Pts | J  | G  | N | P  | Bp | Bc | Diff |
| ---- | ------------------ | --- | -- | -- | - | -- | -- | -- | ---- |
| 1    | FK Neftchi Bakou C | 36  | 20 | 10 | 6 | 4  | 32 | 20 | +12  |
| 2    | Khazri Buzovna     | 33  | 20 | 8  | 9 | 3  | 22 | 14 | +8   |
| 3    | Kapaz Gandja T     | 32  | 20 | 9  | 5 | 6  | 34 | 21 | +13  |
| 4    | PFK Turan Tovuz    | 30  | 20 | 9  | 3 | 8  | 26 | 30 | -4   |
| 5    | FK Qarabag Agdam   | 21  | 20 | 4  | 9 | 7  | 25 | 26 | -1   |
| 6    | Kur Nur Mingechaur | 7   | 20 | 1  | 4 | 15 | 12 | 46 | -34  |

|  | Qualification pour la Coupe des Coupes 1996-1997 |
|  | Qualification pour la Coupe UEFA 1996-1997       |

#### Poule de relégation
| Rang | Équipe              | Pts | J  | G | N | P  | Bp | Bc | Diff |
| ---- | ------------------- | --- | -- | - | - | -- | -- | -- | ---- |
| 1    | Nidzhat Mashtagi    | 29  | 16 | 9 | 2 | 5  | 26 | 18 | +8   |
| 2    | Vilyash Masally     | 28  | 16 | 9 | 1 | 6  | 26 | 29 | -3   |
| 3    | FK Shamkir P        | 25  | 16 | 7 | 4 | 5  | 31 | 18 | +13  |
| 4    | MOIK Bakou P        | 20  | 16 | 6 | 2 | 8  | 14 | 16 | -2   |
| 5    | Pambygchi Neftchala | 13  | 16 | 4 | 1 | 11 | 18 | 34 | -16  |

|  | Relégation directe en deuxième division |

## Bilan de la saison
| Championnat d'Azerbaïdjan de football 1995-1996 |                                  |
| Champion                                        | FK Neftchi Bakou (2e titre)      |
| Coupes et trophées                              |                                  |
| Vainqueur de la Coupe d'Azerbaïdjan 1995-1996   | FK Neftchi Bakou                 |
| Qualifications continentales                    |                                  |
| Coupe des Coupes 1996-1997                      | FK Qarabag Agdam                 |
| Coupe UEFA 1996-1997                            | FK Neftchi Bakou                 |
| Coupe UEFA 1996-1997                            | Khazri Buzovna                   |
| Promotions et relégations                       |                                  |
| Promus en Top League                            | Azerbaïdjan U18                  |
| Promus en Top League                            | Farid Bakou                      |
| Promus en Top League                            | Khazar Sumgait                   |
| Promus en Top League                            | Polis Akademy Bakou              |
| Promus en Top League                            | Pambygchi Barda                  |
| Relégués en First League                        | Aucun (passage de 11 à 16 clubs) |